# Germán Yanke
Germán Yanke Greño (Bilbao, Vizcaya, 21 de junio de 1955-Sopelana, Vizcaya, 14 de mayo de 2017) fue un periodista español.

## Biografía
Era descendiente de checos.
Licenciado en Derecho y Periodismo, comenzó su carrera en el diario El Correo de Bilbao como corresponsal en La Haya.
Hasta 2000 fue subdirector del diario El Mundo en la edición del País Vasco que dirigía Melchor Miralles. También ocupó los cargos de director de la revista Época entre 2000 y 2002, y de director adjunto del programa radiofónico La Linterna de Cope.
En abril de 2004 fue contratado por la cadena autonómica madrileña Telemadrid para dirigir y presentar Telenoticias 2. A partir de septiembre de ese año pasó a hacerse cargo de un nuevo espacio de noticias, Diario de la noche, con un estilo periodístico más personal, en el que se compaginaba información con opinión y entrevistas. La relación de Yanke con la cadena se mantuvo hasta octubre de 2006, momento en que los directivos de la misma tomaron la decisión de prescindir de Pablo Sebastián, uno de sus colaboradores en el informativo nocturno. El periodista dimitió entonces de su cargo y abandonó Telemadrid alegando «intromisión por motivos políticos en su trabajo». Fue sustituido unos meses después por el escritor Fernando Sánchez Dragó.  
Desde principios de 2007 firmaba una columna en el diario ABC y del periódico en la red Estrella Digital.
En septiembre de 2010, Ernesto Sáenz de Buruaga lo fichó para la tertulia matinal de Así son las mañanas, en la Cadena COPE. También colaboró en los programas La Tuerka y Fort Apache, presentados por Pablo Iglesias Turrión.[cita requerida] Colaboró esporádicamente entre 2011 y 2013 en Al rojo vivo y laSexta Noche, ambos de La Sexta.
Yanke falleció el 14 de mayo de 2017 a los 61 años, por insuficiencia respiratoria. Su salud era delicada desde que fuera víctima de un infarto cerebral en agosto de 2013.

## Libros publicados
- Furor en Bilbao (1987).
- Álbum de agujeros (1988).
- Los poetas tranquilos (1996).
- La verdad en el pozo (1999).
- Blas de Otero con los ojos abiertos (1999).
- Euskal Herria, año cero: la dictadura de Ibarretxe (2003).
- Ser de derechas: manifiesto para desmontar una leyenda negra (2004).
- Ciudad sumergida (2007).